# 정태원
정태원(鄭泰源, 1926년 ~ 2004년 12월 21일)은 대한민국의 대법원 판사를 지낸 법조인이다. 본관은 연일이며, 전라북도 익산 출신이다.

## 생애
전라북도 익산 출신이다. 서울대학교 법대를 졸업하고 제2회 변호사시험에 합격해 서울지방법원 판사에 임용되었다. 이후 서울고등법원과 대구고등법원에서 부장판사를 하다가 청주지방법원장, 대구지방법원장, 부산지방법원장 겸 충북,대구,부산선거관리위원장을 역임했으며 1977년 1월 4일자로 대법원 판사에 임명되었다. 
서울고등법원에서 재직하던 1965년 5월 인혁당 사건 재판을 맡아 원심판결을 파기하고 피고인 13명 전원에게 반공법을 적용해 유죄판결을 하면서 그중 5명을 법정구속했으며 경향신문사 사장 이준구에 대한 반공법 위반 원심을 파기하고 무죄를 선고하면서 외국환관리법 위반에 대해서는 정상을 참작하여 선고유예했다. 
1966년 7월 30일에 있었던 백범 김구 살해범 안두희를 살해하려던 곽태영(30)에 대한 재판에서 "범행동기가 공분이었다"는 이유로 원심을 파기하고 징역3년 집행유예5년을 선고했다. 1968년 8월 24일에는 4.19 당시치안국장이었던 조인구(45)에 대한 부정선거관련자처벌법위반 사건 항소심 재판에서 "경무대 앞에서 데모중인 학생에게 발포명령을 내렸다고 인정하여  징역3년6월 선고한 원심은 채증법칙위배"라고 하면서 무죄를 선고했다. 1966년 10월 15일 북한노동당 지하당 사건으로 반공법 국가보안법위반으로 유죄판결받은 김충극 등 6명에 대한 항소심 선고재판에서 김충극에 대해 원심을 깨고 무죄를 선고하면서 그외 2명에 대해 원심을 깨고 징역1년 집행유예3년을 각각 선고하면서 나머지 3명은 항소를 기각했다. 1967년 8월 8일에 있은 위장병을 앓는 남편에게 수면제를 먹여 죽인 혐의로 구속기소돼 징역15년을 선고받은 피고인에 대한 항소심 공판에서 "살의가 없었다"며 원심을 깨고 무죄를 선고했다. 
1968년 1월 16일에 있었던 삼성그룹 계열사인 한국비료의 사카린 밀수 사건 항소심 공판에서 양형에 대한 원심을 파기하고 병보석 중인 한국비료 상무 이창희에 대해 특정범죄가중처벌법 위반을 적용하여 징역3년 집행유예5년 벌금 1700만월 선고했다. 1968년 4월 13일에 있은 동백림 사건의 피고인에 대한 항소심 공판에서 정규명 등 3명에 대해 사형을 선고했다. 1969년 7월 8일에 있은
한글전용반대운동을 하여 공무원법상 금지된 집단행위를 하고 품위손상, 총장명령을 어긴 이유로 파면된 충남대 유정기 교수가 청구한 파면취소 소송에서 원고승소 판결했다.
대법원 판사로 재직하던 1978년 6월 재일동포 김정사 피고인에 대한 상고심 사건에서 재판장을 맡아 한민통에 대해 반국가단체로 인정하였으며 1980년에 박정희 전 대통령 시해 사건을 일으킨 김재규에 대해 "내란목적을 인정할 수 없다"는 소수의견을 제시했고 김대중 내란 음모 사건에서 상고를 기각하는 결정을 할 때 배석판사였지만 이후 10.26 사건 상고심에서 다수의견을 제시한 대법원 판사가 대법원장에 임명된 것과 달리 1981년 4월 대법원 판사 재임용에서 탈락했다.

## 상훈
공직자로서 녹조, 황조, 청조근정훈장을 받았다. 

## 가족
사위는 이신섭 변호사이다.